# Hubaille
Hubaille est un hameau belge de la section de Celles, situé dans la commune de Houyet, dans la province de Namur.

## Situation et description
Hubaille est un hameau situé dans le Condroz namurois, bien orienté sur le versent nord et la rive droite du ruisseau du Grand Étang à une altitude d'environ 240 mètres. Les nombreuses implantations de constructions récentes de type pavillonnaire relient désormais le hameau originel de Hubaille à la partie nord-est du village de Celles, faisant de facto de ce hameau d'une quarantaine d'habitations une extension ou un quartier du village de Celles. 

## Patrimoine
Le noyau ancien de hameau est composé de quelques anciennes exploitations agricoles bâties en pierre calcaire du Condroz et reprises à l'inventaire du patrimoine immobilier culturel de la Wallonie comme les anciennes fermes en long  bâties au cours du XIXe siècle, composées de plusieurs volumes, restaurées et situées aux actuels nos 23/25 et 28.

## Source et lien externe
Inventaire Régional du patrimoine